# 鲁惟一
鲁惟一（英語：Michael Loewe，1922年11月2日—2025年1月1日），英国汉学家、历史学家。剑桥大学教授、美国艺术与科学学院名誉会员，《剑桥中国秦汉史》主编。

## 生平简介
鲁惟一年轻时就读于博斯学校和牛津大学。二战时应征入伍，经过培训成为军事密码破译人员。1942至1956作为一名技术专家在英国政府通讯总部任职，并在1951年获得伦敦大学亚非学院（the School of Oriental and African Studies）一等荣誉学位。1956年他开始在伦敦大学担任远东历史讲师，1961年因研究居延汉简的成就而获得伦敦大学亚非学院博士学位。1963年加入剑桥大学担任中国研究讲师，曾任剑桥大学东亚系主任等职，1990年退休。
鲁惟一在中国先秦史和秦汉史研究上贡献颇多，著有《剑桥中国秦汉史》、《汉代的信仰、神话和理性》、《汉代的行政记录》等。

## 著作
- 1956年：《中华帝国：对当代历史背景》（Imperial China: the Historical background to the Modern Age）
- 1967年：《汉代的行政记录》（Records of Han Administration）
- 1974年：《汉代的危机与冲突》（Crisis and Conflict in Han China）
- 1975年：《古代的学说》（Ancient Cosmologies）
- 1979年：《天堂之路：中国长生之道研究》（Ways to Paradise: the Chinese Quest for Immortality）
- 1981年：《占卜与甲骨文》（Divination and Oracles）
- 1982年：《汉代的信仰、神话和理性》（Chinese Ideas of Life and Death: Faith, Myth and Reason in the Han Period）
- 1986年：《剑桥中国秦汉史》（《剑桥中国史》第一卷）（The Cambridge History of China: volume I. Cambridge）
- 1990年：《中国的骄傲》（The Pride that was China）
- 1994年：《汉代的占卜、 神话和君主制》（Divination, Mythology and Monarchy in Han China）
- 1999年：《剑桥中国先秦史》（The Cambridge History of Ancient China. Cambridge）
- 1999年：与夏含夷（Edward L. Shaughnessy）, 合编《剑桥中国古代史》
- 2000年：《秦、 汉、 新朝历代人物传记辞典》（A Biographical Dictionary of the Qin, Han and Xin Dynasties）
- 2004年：《汉代人口管理》(The Men who Governed China in Han Times)、《剑桥中国秦汉史补充》（Supplementary Volume to the Cambridge History of China: volume I ）

## 出处
1. ↑  《剑桥中国秦汉史》<本卷序言>，中国社会科学院出版社，1990年

## 相关链接
- 鲁惟一在剑桥大学的主页
- 鲁惟一2009年参加第二届汉学大会报道
- 鲁惟一文字访问 （页面存档备份，存于）
- 凤凰网专访鲁惟一 （页面存档备份，存于）